# 1,2-ジヒドロボミレニンレダクターゼ
1,2-ジヒドロボミレニンレダクターゼ（1,2-dihydrovomilenine reductase）は、次の化学反応を触媒する酸化還元酵素である。
17-O-アセチルノルアジマリン + NADP+ {\displaystyle \rightleftharpoons } 1,2-ジヒドロボミレニン + NADPH + H+
反応式の通り、この酵素の基質は17-O-アセチルノルアジマリンとNADP+、生成物は1,2-ジヒドロボミレニンとNADPHとH+である。
組織名は17-O-acetylnorajmaline:NADP+ oxidoreductaseである。